# Günther Weißenborn
Günther Weißenborn (* 2. Juni 1911 in Coburg; † 25. Februar 2001 in Detmold) war ein deutscher Pianist, Liedbegleiter und Dirigent.

## Leben
Günther Weißenborn studierte an der Hochschule für Musik Berlin Orgel, Klavier, Dirigieren, Schulmusik und Germanistik. Einer seiner Lehrer war Paul Hindemith. Danach ging er als Kapellmeister an das Opernhaus Halle, dem er bis 1942 angehörte. Anschließend war er bis 1944 Erster Kapellmeister am Deutschen Theater Lille im besetzten Frankreich. Dort wurde er 1943 wegen Nichtanzeige einer Hoch- und Landesverratssache kurzfristig durch die Gestapo inhaftiert und 1944 als Kapellmeister fristlos entlassen. Nach Kriegsende 1945 waren seine weiteren beruflichen Stationen Hannover und die Hamburgische Staatsoper unter der Intendanz von Günther Rennert.
Im Sommer 1950 übernahm Weißenborn als Nachfolger des bekannten Dirigenten Fritz Lehmann die musikalische Leitung des Orchesters am Göttinger Stadttheater, das als neu gegründetes Deutsches Theater unter Heinz Hilpert sich vornehmlich in den Sparten Schauspiel und Ballett präsentierte. Nach nur einer Spielzeit musste sich das Theater aus finanziellen Gründen von der Sparte Musik trennen – und damit auch von seinem Orchester. Dank des Einsatzes von Günther Weißenborn gelang es aber, dieses Orchester als Göttinger Symphonieorchester neu zu formieren und damit vor der Auflösung zu bewahren. Bis 1957 haben Weißenborn und dieses Orchester zusammengearbeitet, ab 1960 wieder, allerdings nur sporadisch, als Weißenborn die künstlerische Leitung der Göttinger Händel-Festspiele übernahm und 20 Jahre lang, bis 1980, musikalisch prägte.
Günther Weißenborn war ein ausgezeichneter Pianist und hatte sich frühzeitig einen Ruf als international gesuchter Liedbegleiter erworben. Schon kurz nach dem Krieg, ab 1946, war er Klavierpartner vieler bekannter Sänger seiner Zeit, wie etwa Erika Köth, Anneliese Rothenberger, Dietrich Fischer-Dieskau, Walther Ludwig und Hermann Prey. Mit Dietrich Fischer-Dieskau, dem er freundschaftlich verbunden war, hat Weißenborn mehr als 30 Jahre lang musiziert – in Europa, den USA und Japan.
Die überaus erfolgreiche Zusammenarbeit mit Sängern und Kammermusikensembles führte 1960 zu einem Ruf an die Hochschule für Musik Detmold zur Übernahme einer Professur und Leitung einer Meisterklasse für Kammermusik und Liedbegleitung, die er bis 1976 betreute.
Weißenborn verbrachte die letzten Jahre seines Lebens in Detmold. Er war in erster Ehe mit der Sängerin Irmgard Barth verheiratet, die Ehe wurde nach dem Krieg geschieden, in zweiter Ehe mit Elske Weißenborn, geborene Grytzka, aus dieser Ehe gingen die Kinder Barbara (geboren 1948) und Günther Wilhelm (geboren 1951) hervor. Nach dem Tod von Elske Weißenborn heiratete Günther Weißenborn im Jahre 1995 die Pianistin Misao Kawasaki.

## Ehrungen
- 1976: Verdienstkreuz 1. Klasse der Bundesrepublik Deutschland